# Gryllus rhinoceros
Gryllus rhinoceros är en insektsart som beskrevs av Andrej Vasiljevitj Gorochov 2001. Gryllus rhinoceros ingår i släktet Gryllus och familjen syrsor. Inga underarter finns listade i Catalogue of Life.